# 속사정 (영화)
《속사정》은 2017년에 개봉한 대한민국의 스릴러 영화이다.

## 캐스팅
- 지은서: 이수연 역
- 김광석: 강기철 역
- 우진영: 최주혁 역
- 이장미: 이지연 역
- 윤상희: 김 상무 역
- 김호경: 막내형사 역
- 이창원: 반장 역
- 서삼석: 마트남 역
- 김선구: 박 상무 역
- 김선은: 김 형사 역
- 김두은: 변호사 역
- 장주연: 의사 역
- 서예희: 서예희아나운서 역
- 윤토왕: 형사 1 역
- 송인서: 형사 2 역
- 한상철: 정치인 역
- 공재민: 공재민부검의 역
- 김여신: 실내포차 이모 역
- 이은석: 임원 1 역
- 손동수: 임원 2 역
- 이경민: 임원 3 역